# Universidade de Basileia

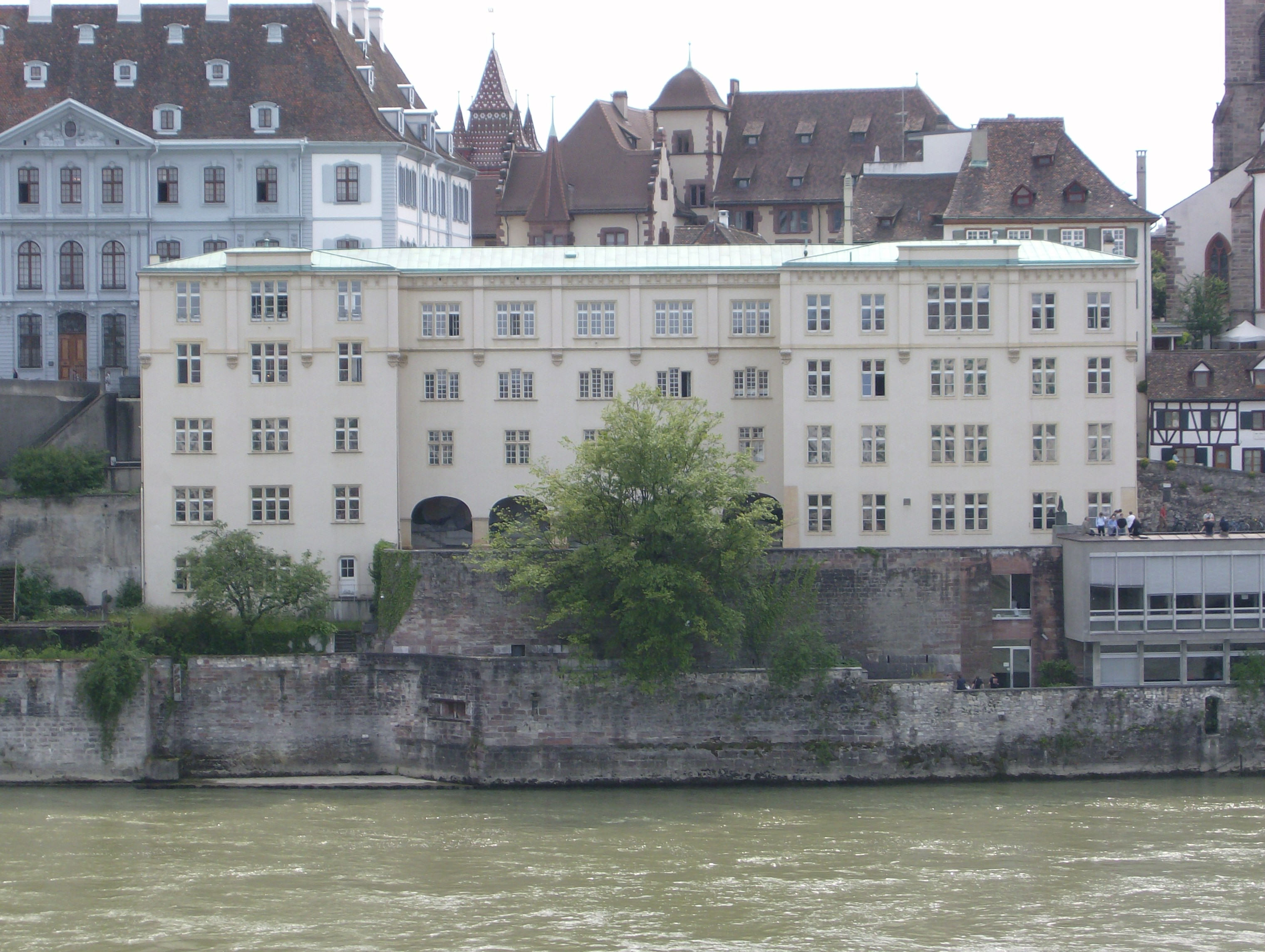
Antiga Universidade de Basileia

A Universidade de Basileia (Universität Basel em alemão) é uma instituição de ensino superior pública situada em Basileia, Suíça. Fundada em 4 de abril de 1460, é a mais antiga universidade da Suíça em funcionamento contínuo. A universidade é tradicionalmente contada entre as principais instituições de ensino superior do país.
Entre os nomes associados à instituição estão os de Erasmo, Paracelso, Daniel Bernoulli, Jacob Burckhardt, Leonhard Euler, Friedrich Nietzsche, Eugen Huber, Carl Jung, Karl Barth e Hans Urs von Balthasar. A Universidade de Basileia destaca-se presentemente pelas pesquisas em medicina tropical. Por esta razão é também considerado um dos locais de nascimento do humanismo europeu.

## História
A Universidade de Basileia foi fundada em ligação com o Conselho de Basileia. A escritura de fundação dada sob a forma de uma bula papal pelo Papa Pio II em 12 de Novembro de 1459, e a cerimónia oficial de abertura foi realizada em 4 de Abril de 1460. Originalmente a Universidade de Basileia foi decretada para ter quatro faculdades - arte, medicina, teologia, e jurisprudência. A faculdade de artes serviu até 1818 como base para as outras três disciplinas académicas. No século XVIII, quando Basileia se tornou mais comercial, a universidade, um dos centros de aprendizagem da Renascença, caiu na insignificância. As matrículas, que tinham sido mais de mil por volta de 1600, caíram para sessenta em 1785, com dezoito professores. Os próprios professores eram, na sua maioria, filhos da elite.
Após a tomada do poder no ano de 1933 pelos nazis, numerosos professores alemães de renome decidiram emigrar para Basileia e começaram a trabalhar na Universidade de Basileia. Vários académicos suíços também regressaram, entre outros, o Professor de Direito Arthur Baumgarten (1933), os teólogos Karl Barth (1935) e Fritz Lieb (1937) e, após a Segunda Guerra Mundial, o filósofo Karl Jaspers da Universidade de Heidelberg (1948), bem como o cirurgião Rudolf Nissen (1952).

## Faculdades
- Faculdade de Teologia (Theologische Fakultät)
- Faculdade de Direito (Juristische Fakultät)
- Faculdade de Medicina (Medizinische Fakultät)
- Faculdade de Filosofia e História (Philosophisch-Historische Fakultät)
- Faculdade filosófica de Ciências Exatas (Philosophisch-Naturwissenschaftliche Fakultät)
- Faculdade de Ciências Econômicas (Wirtschaftswissenschaftliche Fakultät)
- Faculdade de Psicologia (Fakultät für Psychologie)